# Susanne Munk Wilbek
Susanne Munk Wilbek, née Susanne Munk Lauritsen le 12 octobre 1967 à Hvorslev, est une handballeuse internationale danoise qui évoluait au poste de gardienne de but.
Avec l'équipe du Danemark, elle participe notamment aux jeux olympiques de 1996 où elle remporte la médaille d'or et est nommée dans l'équipe-type du tournoi olympique.
Après avoir été championne d'Europe en 1994 puis en 1996, le titre de championne du monde qu'elle remporte en 1997 lui permet d'avoir une médaille d'or dans chacune des trois compétitions majeures.
En club, Susanne Munk Wilbek a fait toute sa carrière au club de Viborg HK où elle évolue pendant 21 saisons entre 1985 et 2006.
Elle est mariée depuis le 10 décembre 1994 avec Ulrik Wilbek, son entraîneur de club à Viborg HK entre 1988 et 1991 et entre 1998 et 2002 et son sélectionneur en équipe nationale entre 1991 et 1998.

## Palmarès

### En sélection nationale
Jeux olympiques
- médaille d'or aux Jeux olympiques de 1996 à Atlanta

championnats du monde
- vainqueur du championnat du monde 1997
- troisième du championnat du monde 1995
- finaliste du championnat du monde 1993

championnats d'Europe
- vainqueur du championnat d'Europe 1994
- vainqueur du championnat d'Europe 1996
- finaliste du championnat d'Europe 1998

### En club
Compétitions internationales
- C1 : Ligue des champions
  - Vainqueure (3) : 2006
  - Finaliste (2) : 1997 et 2001
- C3 : Coupe de l'EHF
  - Vainqueur (3) : 1994, 1999 et 2004
- Supercoupe d'Europe
  - Vainqueure (2) : 2001

Compétitions nationales
- Championnat du Danemark
  - Vainqueure (10) : 1994, 1995, 1996, 1997, 1999, 2000, 2001, 2002, 2004, 2006
  - Vice-championne (4) : 1991, 1992,  1993, 1998
- Coupe du Danemark
  - Vainqueure (4) : 1994, 1995, 1997, 2004
  - Finaliste (3) : 2000, 2002 et 2006

### Distinctions personnelles
- élue meilleure gardienne des Jeux olympiques de 1996
- élue meilleure gardienne au championnat du monde 1997